# یوتا توکان
یوتا توکان یک ستاره است که در صورت فلکی توکان قرار دارد.